# Línia evolutiva de Shroomish
Aquesta línia evolutiva de Pokémon inclou Shroomish i Breloom.

## Shroomish
Shroomish és una de les espècies que apareixen a la franquícia Pokémon, una sèrie de videojocs, anime, mangues, llibres, cartes col·leccionables i altres mitjans que va ser inventada per Satoshi Tajiri i ha generat milers de milions de dòlars en beneficis per a Nintendo i Game Freak. És de tipus planta i evoluciona a Breloom.

## Breloom
Breloom és una de les espècies que apareixen a la franquícia Pokémon, una sèrie de videojocs, anime, mangues, llibres, cartes col·leccionables i altres mitjans que va ser inventada per Satoshi Tajiri i ha generat milers de milions de dòlars en beneficis per a Nintendo i Game Freak. És de tipus planta i tipus lluita i evoluciona de Shroomish.